# Pseudoceryx dohertyi
Pseudoceryx dohertyi là một loài bướm đêm thuộc phân họ Arctiinae, họ Erebidae.